# 9512 Feijunlong
9512 Feijunlong eller 1966 CM är en asteroid i huvudbältet som upptäcktes den 13 februari 1966 av Purple Mountain-observatoriet vid Xinglong Station. Den är uppkallad efter den kinesiske taikonauten Fei Junlong.
Asteroiden har en diameter på ungefär 7 kilometer och den tillhör asteroidgruppen Eunomia.